# Bavia smedleyi
Bavia smedleyi är en spindelart som beskrevs av Eduard Reimoser 1929. Bavia smedleyi ingår i släktet Bavia och familjen hoppspindlar. Inga underarter finns listade.